# ونسنت (ویرجینیا)
ونسنت، ویرجینیا (به انگلیسی: Vansant, Virginia) یک مکان مختص سرشماری در ایالات متحده آمریکا است که در شهرستان بیوکانان واقع شده‌است.

## خصوصیات
ونسنت ۲۰٫۳ کیلومترمربع مساحت و ۴۷۰ نفر جمعیت دارد و ۳۴۴ متر بالاتر از سطح دریا واقع شده‌است.